# Trichopsychoda indiensis
Trichopsychoda indiensis är en tvåvingeart som beskrevs av Quate 1962. Trichopsychoda indiensis ingår i släktet Trichopsychoda och familjen fjärilsmyggor. Inga underarter finns listade i Catalogue of Life.